# Cedrela dugesii
Cedrela dugesii là một loài thực vật có hoa trong họ Meliaceae. Loài này được S.Watson mô tả khoa học đầu tiên năm 1883.